# Sanny Quaden
Alexander Quaden (14 mei 1958) is een Nederlands voormalig voetballer.

## Carrière
Quaden werd opgeleid bij MVV Maastricht, maar de doelman debuteerde in het voetbal voor regionale concurrent Fortuna Sittard. In het seizoen 1982/83 mocht de doelman namelijk eenmaal in actie komen van zijn coach, Frans Körver. Het seizoen ervoor had Fortuna net promotie behaald, waardoor Quaden uitkwam in de Eredivisie. In 1983 besloot Quaden echter te verkassen naar KSV Mol, waar hij drie seizoenen lang voor uitkwam. De laatste club van de doelman was KVV Looi Sport.